# Stevens Marie-Sainte
Stevens Marie-Sainte (ur. 6 kwietnia 1986 w Gwadelupie) – francuski lekkoatleta specjalizujący się w trójskoku, mistrz Europy juniorów z Kowna (2005).

## Sukcesy sportowe
| Rok  | Miasto | Zawody                      | Konkurencja | Wynik       |
| ---- | ------ | --------------------------- | ----------- | ----------- |
| 2005 | Kowno  | Mistrzostwa Europy Juniorów | trójskok    | złoty medal |

Medalista mistrzostw Francji w kategoriach juniorów i młodzieżowców.

## Rekordy życiowe
- trójskok – 16,29 – Kowno 24/07/2005